# 紐威哥縣
紐威哥縣（英語：Newaygo County）是美國密歇根州西部的一個縣。面積2,231平方公里。根據美國2000年人口普查，共有人口47,874人。縣治懷特克勞德。
成立於1840年4月1日。縣名來源有二說：一說紀念簽署《薩吉諾條約》的奧吉布瓦族領袖；另一說指其來自印第安語，意思是「水源豐富」)。